# Гето Сирино (Болоња)
Гето Сирино (итал. Ghetto Sirino) је насеље у Италији у округу Болоња, региону Емилија-Ромања.
Према процени из 2011. у насељу је живело 28 становника. Насеље се налази на надморској висини од 14 м.